# 1999 ve fotografii
Tento článek obsahuje významné fotografické události v roce 1999.

## Události
- Japonská fotografka Miwa Janagi nasnímala sérii My Grandmothers, ve které inscenuje vize mladých modelek o jejich stáří.[1]

- Založení Musée de la photographie de Graçay

Fotografické festivaly a výstavy
- Rencontres d'Arles, červenec–září
- Mois de la Photo, Paříž, listopad

## Ocenění
- World Press Photo – Claus Bjorn Larsen
- Prix Niépce – Philippe Bazin
- Prix Nadar – Michael Ackerman, End Time City, ed. Delpire
- Cena Oskara Barnacka – Claudine Doury, (Francie)
- Grand Prix national des arts visuels  –
- Cena Henriho Cartier-Bressona – cena nebyla udělena
- Prix Roger Pic – Gérard Uféras za sérii Opéras
- Prix Bayeux-Calvados des correspondants de guerre – James Nachtwey (Magnum pro Time Magazine)
- Prix Arcimboldo – Orlan

- Prix Voies Off – Marcello Simeone, (Itálie)
- Cena Ericha Salomona – Eva Besnyö
- Cena za kulturu Německé fotografické společnosti – Gruppe fotoform a Siegfried Lauterwasser,  Wolfgang Reisewitz  a Toni Schneiders

- Cena Ansela Adamse – nebyla udělena
- Cena W. Eugena Smithe – Chien-Chi Chang
- Zlatá medaile Roberta Capy – John Stanmeyer (SABA), Time, za The Killing of Bernardino Guterres in Dili, East Timor
- Pulitzer Prize for Spot News Photography – Fotografové Associated Press, za portfolio snímků po bombovém útoku na americká velvyslanectví v Nairobi a Dar-es-Salaamu.
- Pulitzer Prize for Feature Photography – Fotografové Associated Press, "za kolekci fotografií aféry prezidenta Clintona s sekretářkou Lewinskou." (obrázky)
- Infinity Awards – Harold Evans, Arnold Newman, Julius Shulman, Alexandra Boulat, Hiroshi Sugimoto, John Morris, Charles Bowden, Bart Houtman a Guido van Lier, Nicolai Fuglsig, professor L. Fritz Gruber

- Cena Higašikawy – Miyako Ishiuchi, Claudio Edinger, Miwa Yanagi a Kunihiko Takada
- Cena za fotografii Ihei Kimury – Risaku Suzuki
- Cena Nobua Iny – Šundži Dodo (百々 俊二)
- Cena Kena Domona – Takeši Mizukoši (水越 武)

- Prix Paul-Émile-Borduas – René Derouin
- Fotografická cena vévody a vévodkyně z Yorku – Greg Staats

- Národní fotografická cena Španělska – Alberto García-Alix.[2][3]

- Prix international de la Fondation Hasselblad – Cindy Sherman
- Švédská cena za fotografickou publikaci – Kent Klich
- Cena Lennarta Nilssona – James Henderson

- Medaile Královské fotografické společnosti – William Klein

## Narození v roce 1999
- 2. března – Nora Awolowo, nigerijská filmová režisérka, kameramanka, dokumentární fotografka a producentka
- 6. června – Marguerite van Eeden, jihoafrická herečka a fotografka, nejvíce se proslavila svými filmovými rolemi v afrikánštině ve filmech Vaselinetjie[4] a Vergeet My Nie.[5]
- 28. října – Anastasija Vasylivna Zazuljak, ukrajinská umělecká fotografka

## Úmrtí v roce 1999
- 1. února – Jiří Platenka, český fotograf (* 1. března 1932)
- 4. února – Erich Hartmann, americký fotograf (* 29. července 1922)
- 14. února – Jacques Vauclair, francouzský fotograf (* 23. srpna 1926)
- 18. února – Andreas Feininger, americký fotograf (* 27. prosince 1906)
- 15. března – Harry Callahan, americký fotograf (* 22. října 1912)
- 17. března – Klaudius Viceník, slovenský biokybernetik, filosof a fotograf (* 1940)
- 18. března – Adelaide Leavy, průkopnická americká novinářská a sportovní fotografka (* 29. května 1913)
- 29. března – Lucien Aigner, maďarský fotograf (* 14. srpna 1901)
- 25. května – Di ffrench, novozélandská umělkyně a fotografka (* 9. listopadu 1946)
- 30. června – Édouard Boubat, francouzský fotograf (* 13. září 1923)
- 10. září – Radoslav Kratina, český sochař, grafik, průmyslový návrhář, fotograf, malíř a kurátor (* 2. prosince 1928)
- 28. září – Marilyn Silverstone, americká fotožurnalistka a buddhistická mniška (* 9. března 1929)
- 2. října – Marcel Schroeder, lucemburský fotograf (* 9. března 1919)
- 18. listopadu – Horst P. Horst, americký módní fotograf (* 14. srpna 1906)
- 24. prosince – Grete Stern, německá fotografka a designérka (* 9. května 1904)
- ? – Elia Kahvedjian, arménský fotograf aktivní v Jeruzalémě (* 1910)